# Exalloniscus tuberculatus
Exalloniscus tuberculatus là một loài chân đều trong họ Oniscidae. Loài này được Nunomura miêu tả khoa học năm 2000.